# Frei Rogério
Frei Rogério este un oraș în Santa Catarina (SC), Brazilia.